# Opistódomo

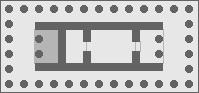
Plano de um templo grego com opistódomo, (área escurecida).

Opistódomo (οπισθόδομος - "Quarto atrás") é, no templo grego, a câmara oposta ao pronau onde se encontra o tesouro e que também pode funcionar, por vezes, como ádito. O Partenon, que era um templo períptero, tinha um opistódomo, no qual era guardado o tesouro público de Atenas..